# Urocystis ficariae
Urocystis ficariae är en svampart som först beskrevs av Franz Unger, och fick sitt nu gällande namn av Moesz 1950. Urocystis ficariae ingår i släktet Urocystis och familjen Urocystidaceae.   Inga underarter finns listade i Catalogue of Life.